# Norma Operacional Básica de Recursos Humanos do Sistema Único de Saúde
Entende-se por Norma Operacional Básica (NOB) o instrumento normativo infralegal maior de operacionalização dos preceitos da legislação que rege o Sistema Único de Saúde (SUS). NOB/RH-SUS: considerando que o instrumento NOB tem se mostrado potente no que diz respeito ao estabelecimento de critérios para as três esferas de governo, quanto ao financiamento do sistema, as condições de habilitação para a gestão nos diferentes âmbitos de governo, a definição de suas competências e estabelece instâncias intergestoras, com resoluções submetidas ao Conselho Nacional de Saúde, entre outros, definiu-se pela utilização do mesmo instrumento para normatizar a gestão do trabalho no SUS. A competência de elaboração e implementação da NOB/RHSUS passa, então, para uma atribuição da Gestão, pela Comissão Intergestores Tripartite, com decorrentes pactuações nas Comissões Intergestores Bipartites.